# Jack Shephard
Bác sĩ Jack Shephard là một nhân vật hư cấu và cũng là nhân vật chính của series phim Lost, do hãng ABC sản xuất. Nhân vật này được Matthew Fox thủ vai. Lost đi theo câu chuyện về hành trình của những người sống sót trên chuyến bay Oceanic Flight 815 bị rơi trên một hòn đảo bí ẩn, những cố gắng của họ để sinh tồn và trốn thoát, đồng thời cũng giải mã phần lịch sử bí ẩn của hòn đảo. Nhân vật này ban đầu được tạo ra bởi J. J. Abrams, mặc dù hướng phát triển của cốt truyện chủ yếu là nhờ người đồng sáng lập Damon Lindelof và nhà sản xuất Carlton Cuse. Abrams, tác giả của Lost, từng nói với tờ Entertainment Weekly rằng "Jack Shephard có thể là nhà lãnh đạo vĩ đại nhất trong bất kỳ bộ phim truyền hình nào." Nam diễn viên Matthew Fox có một số ảnh hưởng đến nhân vật của anh ta trong quá trình sản xuất của bộ phim. Ví dụ, hình xăm của Fox đã được kết hợp vào cốt truyện của nhân vật Jack Shephard. Mặc dù ở giai đoạn đầu trong quá trình phát triển của dự án phim, nhân vật Jack Shephard được dự định là sẽ chết trong tập "The Pilot", các nhà viết kịch bản sớm thay đổi kế hoạch này, và Jack trở thành nhân vật chính của chương trình từ tập phim này trở đi.
Jack Shephard là người lãnh đạo của toàn bộ nhóm người sống sót sau tại nạn chuyến bay, điều này diễn ra trong suốt 4 mùa đầu của bộ phim. Jack là con người của khoa học, anh ta đối lập hoàn toàn với John Locke - là con người của đức tin. Tuy nhiên, sau những biến cố xảy ra kể từ mùa thứ 5, Jack đã bị thay đổi và trở thành một người mang hơi hướng về lòng tin, đến nỗi anh ta trở thành người kế vị linh hồn của John Locke trong mùa cuối cùng. Vai trò lãnh đạo của anh ta lên đến đỉnh điểm khi anh ta chiếm lấy quyền bảo vệ hòn đảo khỏi người bảo vệ bất tử của nó, Jacob, và sau đó trở thành một trong những nhân vật phản diện của bộ phim, the Man in Black, anh ta chiến đấu cho đến chết với nhân vật phản diện này. Câu chuyện của Jack cũng bao gồm các mối quan hệ tình cảm của anh với nhiều cô gái khác nhau: Kate Austen cũng là một người sống sót sau tai nạn, và Juliet Burke - là người ban đầu thuộc một cộng đồng bí ẩn những người khác (The Others), phe đối lập với nhóm người sống sót. Một số mối quan hệ khác có thể kể như Claire Littleton - người sau này mà anh phát hiện là em gái cùng cha khác mẹ với anh. Hurley như cánh tay phải của anh; và Sawyer, đối thủ tình cảm của Jack với Kate.